# Coeymans
Coeymans város az USA New York államában, Albany megyében. Lakosainak száma 7256 fő (2020. április 1.).

## Népesség
A település népességének változása:

| 2010 | 7 418 |
| 2020 | 7 256 |